# Гороховище (Волынская область)
Гороховище (укр. Горохо́вище) — село в Ровненской сельской общине Ковельского района Волынской области Украины.
Код КОАТУУ — 0723385905. Население по переписи 2001 года составляет 187 человек. Почтовый индекс — 44312. Телефонный код — 3377. Занимает площадь 0,31 км².

## История
В 1946 году указом ПВС УССР село Гороховиско переименовано в Гороховище.
До 2020 года входило в Любомльский район.